# Kepler-61 b
Kepler-61 b (également KOI-1361.01) est une exoplanète orbitant autour de l'étoile Kepler-61. Découverte en 2013 par la méthode des transits, c'est une super-Terre en partie incluse dans la zone habitable de son étoile.
Le système est à 1 103 al (338 pc) du Soleil, dans la constellation du Cygne.